# Ileodictyon cibarium
Ileodictyon cibarium is een saprotrofe schimmelsoort uit de familie Phallaceae. Het is inheems in Australië en Nieuw-Zeeland. Het groeit alleen of groepen in de buurt van houtachtig puin, in gazons, tuinen en gecultiveerde grond, langs wegen, in bossen.

## Kenmerken
Vóór het openen van de buitenhuid is het vruchtlichaam eivormig en wit tot grijsachtig. Na opening is het een witachtige gaasachtige bal met een diameter tot 25 cm. De sporenprint is olijfbruin.

## Vergelijkbare soorten
Ileodictyon cibarium is vergelijkbaar en wordt soms verward met Ileodictyon gracile die ook inheems is in Australië. De twee soorten zijn beide witachtige gaasballen van vergelijkbare grootte, maar kunnen worden onderscheiden door de kenmerken van de armen die het gaas vormen. I. cibarium heeft een dikker gaas met gerimpelde armen, ongeveer 5 keer breder, elliptisch in dwarsdoorsnede en niet verdikt waar de armen samenkomen, vergeleken met I. gracile.

## Verspreiding
Ileodictyon cibarium komt oorspronkelijk uit Nieuw-Zeeland en Australië en is ook aangetroffen in Chili en Brazilië, maar ook in Afrika, waarschijnlijk als gevolg van de introductie ervan. Het is ook bekend van verschillende locaties in Engeland, waar het zeker is geïntroduceerd. 